# 정상빈
정상빈(鄭想賓, 2002년 4월 1일 ~ )은 대한민국의 축구 선수로 현재 미국 메이저 리그 사커의 세인트루이스 시티에서 공격수로 뛰고 있다.

## 클럽 경력

### 수원 삼성 블루윙즈
매탄고등학교 재학 중이던 2020년 수원 삼성 블루윙즈와 준프로 계약을 맺고 프로에 전격 입문한 뒤 2020 시즌 말미 2020년 AFC 챔피언스리그 2경기에 출전했다.
이후 포항 스틸러스와의 2021년 K리그1 5라운드 경기에서 프로 데뷔골을 터뜨리는 등 2021 시즌 동안 공식전 28경기 6골 2어시스트를 기록하며 수원의 주전 미드필더로 맹활약했다.

### 그라스호퍼 클럽 취리히
2021-22 시즌 겨울 이적 시장을 통해 잉글랜드 프리미어리그의 울버햄프턴 원더러스로 이적하자마자 스위스 슈퍼리그의 그라스호퍼 클럽 취리히로 임대 이적했지만 2021-22 시즌 공식전 6경기 출전에 그쳤고 2022-23 시즌에도 잔부상에 발목이 잡혀 결국 2023년 3월 18일 그라스호퍼와 임대 계약을 해지했다.

### 미네소타 유나이티드
그라스호퍼와 결별하자마자 미국 메이저 리그 사커의 미네소타 유나이티드 입단을 확정지은 후 밴쿠버 화이트캡스와의 2023 시즌 리그 10라운드에서 미국 무대 데뷔골을 터뜨리는 등 공식전 29경기 1골을 기록하며 리그스컵 8강 진출에 관여했고 2024 시즌에는 리그 32경기 6골을 터뜨리며 2년만의 MLS컵 8강 진출에 기여했다.

### 세인트루이스 시티
2025 시즌 리그 16라운드를 앞두고 기본 이적료와 성과에 따른 인센티브를 포함해 무려 27억원에 같은 미국 MLS 서부컨퍼런스 소속팀인 세인트루이스 시티와 입단 계약을 체결했다.

## 국가대표팀 경력

### 대한민국 U-17 대표팀
대한민국 U-17 대표팀 소속으로 2018년 AFC U-16 챔피언십에 출전하여 6경기 3골을 터뜨리며 팀의 4강 진출 및 2019년 FIFA U-17 월드컵 본선 진출을 이끌었고 2019년 FIFA U-17 월드컵 본선에서도 주로 조커 자원으로도 맹활약하며 팀의 10년만의 8강 진출에 일조했다.

### 대한민국 A대표팀
2021년 6월 9일 최약체 스리랑카와의 2022년 FIFA 월드컵 아시아 지역 2차 예선 H조 5차전에서 김신욱 대신 교체 투입되며 생애 첫 국제 A매치 데뷔전을 치른지 단 5분만에 A매치 데뷔골을 신고한 것은 물론 이 득점으로 대한민국 축구 국가대표팀 역사상 최연소 득점 8위(19세 75일)에 이름을 올렸다.

## 대회 성적

### 국가대표팀
대한민국 U-17
- AFC U-17 아시안컵 : 4강 (2018)

## 국가대표팀 득점 기록
| # | 경기일     | 경기장소       | 상대팀   | 득점 | 결과 | 비고                                    |
| - | ---------- | -------------- | -------- | ---- | ---- | --------------------------------------- |
| 1 | 2021/06/09 | 고양종합운동장 | 스리랑카 | 5-0  | 5-0  | 2022년 FIFA 월드컵 아시아 지역 2차 예선 |